# Tardive dyskinesier
Tardive dyskinesier (TDS) er ufrivillige, gentagne bevægelser, som forekommer hos ca 15% af patienter efter langtidsbehandling med antipsykotika, især 1. generations antipsykotika. Ofte irreversible, selv efter dosisreduktion eller seponering. 
Symptomerne kan være meget generende og socialt skræmmende, ofte i form af smasken, gumlen og tungefremfald (orale dyskinesier, bukko-lingvo-mastikatorisk (BLM-) syndrom). Man kan forsøge præparatskift til atypisk antipsykotikum eller behandling med tetrabenazin, men effekten er ofte beskeden. Antikolinergika er stort set uden effekt eller kan forværre symptomerne.